# Marie Reiners
Marie Reiners (* in Rheydt) ist eine deutsche Drehbuchautorin und Schriftstellerin. 

## Leben
Marie Reiners studierte Germanistik und Theaterwissenschaften in Köln. Neben Mord mit Aussicht, einer zum Teil autobiographisch geprägten Krimiserie von 2008, erfand und entwickelte sie zahlreiche andere Serienformate wie z. B. Heiter bis tödlich: Morden im Norden, Der kleine Mönch und Lukas. 
2018 veröffentlichte sie ihren ersten Roman, Frauen, die Bärbel heißen.
Reiners lebt in der Eifel und in Köln.

## Filmografie
- 1990–1992: Alles Nichts Oder?! (Co-Autorin)
- 1992: Die Gailtalerin (Co-Autorin)
- 1996–2001: Lukas (58 Episoden)
- 1998: Mobbing Girls (5 Episoden)
- 2002: Der kleine Mönch (6 Episoden)
- 2002–2005: Der Ermittler (3 Episoden)
- 2004: Die Sitte – Das Ende vom Lied
- 2005: Der Elefant – Mord verjährt nie – Verbrannte Erde
- 2005: Die Rosenheim-Cops (2 Episoden)
- 2008–2010: Mord mit Aussicht (13 Episoden)
- 2011: Lindburgs Fall
- 2012–2014: Morden im Norden (14 Episoden)

## Bücher
- 2018: Frauen, die Bärbel heißen, Roman, Fischer Scherz, ISBN 978-3-651-02523-3